# Styloperla inae
Styloperla inae är en bäcksländeart som beskrevs av Chao 1947. Styloperla inae ingår i släktet Styloperla och familjen Styloperlidae. Inga underarter finns listade i Catalogue of Life.